# Leptothrips oribates
Leptothrips oribates är en insektsart som beskrevs av Ian A. Hood 1939. Leptothrips oribates ingår i släktet Leptothrips och familjen rörtripsar. Inga underarter finns listade i Catalogue of Life.